# 普拉迪讷 (卢瓦尔省)
普拉迪讷（法語：Pradines，法語發音：[pʁadin]）是法国卢瓦尔省的一个市镇，属于罗阿讷区。

## 地理
普拉迪讷（45°59'54"N, 4°10'35"E）面积11.6 平方千米，位于法国奥弗涅-罗讷-阿尔卑斯大区卢瓦尔省，该省份为法国中南部省份，北起顺时针与索恩-卢瓦尔省、罗讷省、伊泽尔省、阿尔代什省、上盧瓦爾省、多姆山省和阿列省接壤。
与普拉迪讷接壤的市镇（或旧市镇、城区）包括：佩勒、蒙塔尼、诺镇、布瓦塞圣母村、雷尼。

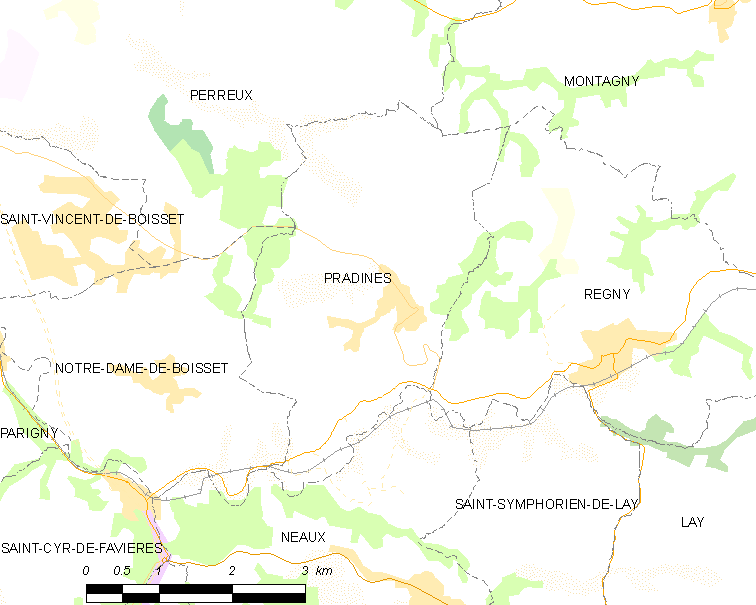
的OSM定位图

普拉迪讷的时区为UTC+01:00、UTC+02:00（夏令时）。

## 行政
普拉迪讷的邮政编码为42630，INSEE市镇编码为42178。

## 政治
普拉迪讷所属的省级选区为沙尔略县。

## 人口

1962-2008年间人口变化图示

普拉迪讷于2022年1月1日时的人口数量为902人。